# Wernigerode
Wernigerode település Németországban, azon belül Szász-Anhalt tartományban. Lakosainak száma 31 943 fő (2023. december 31.). Wernigerode Blankenburg és Nordharz községekkel határos.

## Fekvése
A Harz-hegység keleti peremén, Nordhausentől északra fekvő település.

## Története

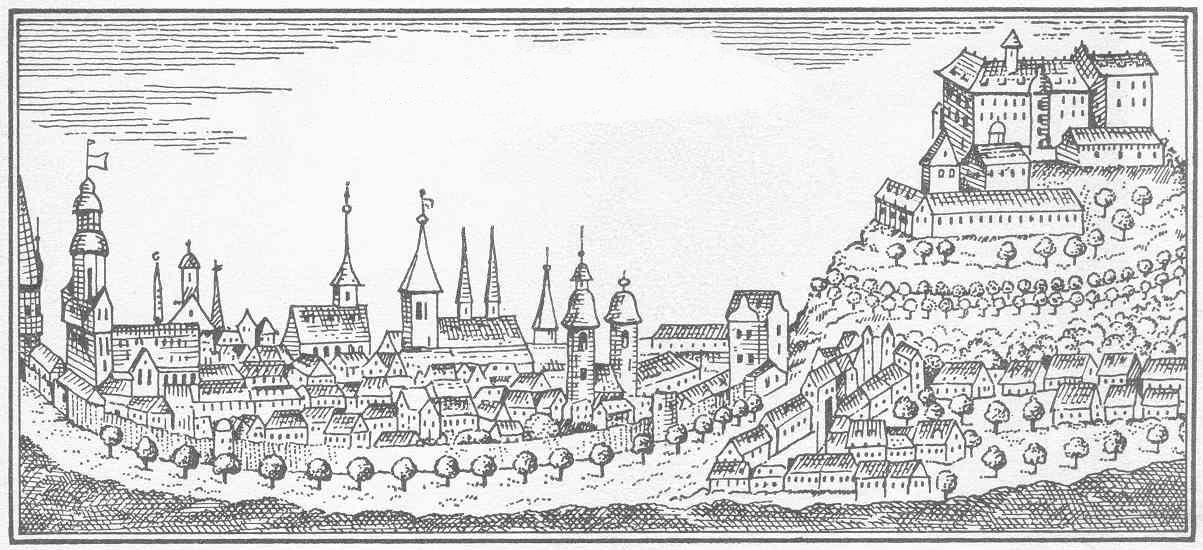
Wernigerode egy 1750-ből való rajzon

A város valamikor a 10. században keletkezhetett, magva a Holtemme és a Ziliacherbach összefolyásánál levő kis magaslaton, a jelenlegi városközpont helyén lehetett.
1110-ben a terület tulajdonosai várat építettek itt és 1121-től s 1121-től a Weringerode grófi címet használták. 1229-ben a település városjogot kapott és 1279-től erődítményrendszerének keleti, nyugati és déli kapujánál az átmenő árukért vámot szedtek. Mivel Wenigerode fontos kelet-nyugati és észak-déli útvonal kereszteződésében feküdt, a vámszedés nagy gazdasági jelentőséggel bírt, és a város csakhamar megkapta a pénzverés jogát is. A település keleti kapuja előtt jött létre a megerősített Újváros, saját piaccal és városházával.
1429-ben kihaltak Wernigerode grófjai és a hűbérbirtok Stolberg grófjaira szállt. Wernigerode a 15. és a 16. században virágzó város lett, számos itt meghonosodott iparággal. A város fejlődését azonban az ismétlődő tűzvészek súlyosan hátráltatták, mígnem a harmadik tűzvész után 1528-ban az Óvárost és az Újvárost egyesítették és újjáépítették.
A lakosságot a tűzvészeken kívül pestisjárvány is sújtotta, de nem múlt el nyomtalanul fölötte a harmincéves háború sem. 1751-ben egy újabb tűzvész pusztított, rendkívüli károkat okozva; a város barokk házai az ezt követő időszakból származtak.
1806-ban a grófság a Westfalen királyság birtokába került. Az 1800-as évek legvégén a vasút, főleg a Harzquerbahn megépítésével a város turistaforgalma is nagymértékben megnőtt.

## Nevezetességek
- Barokk kastély - az 1100 körül épült vár helyén 1671-1676 között épült.
- Hűbéri múzeum (Feudalmuseum)
- Városháza - a piactéren épült késő gótikus stílusban.
- Szent Szilveszter templom - a 13. századból való, kora gótikus stílusban épült háromhajós épület.
- Szent János templom - 1279-ben épült.
- Szent György kápolna - 1359-ben épült.

## Galéria

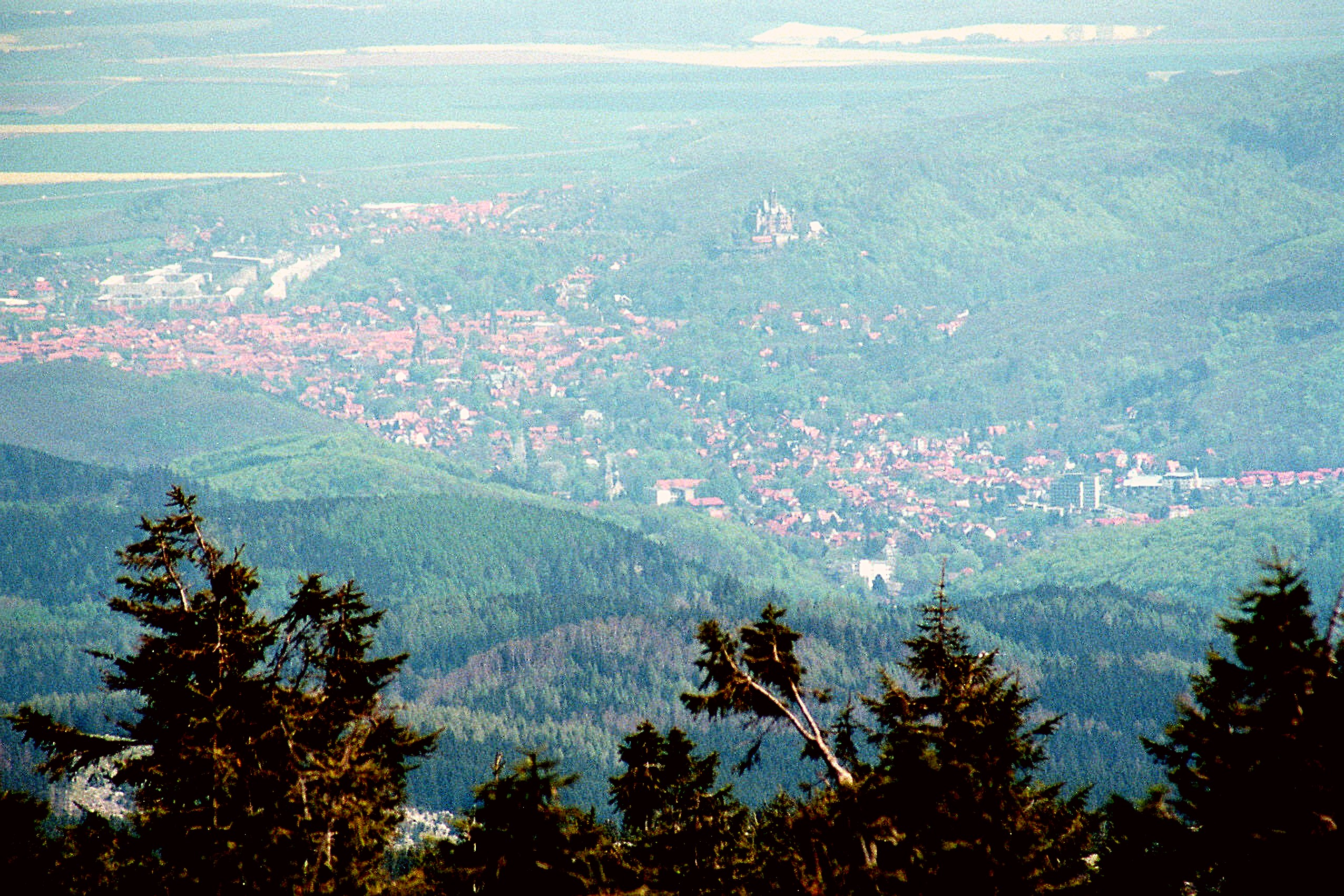
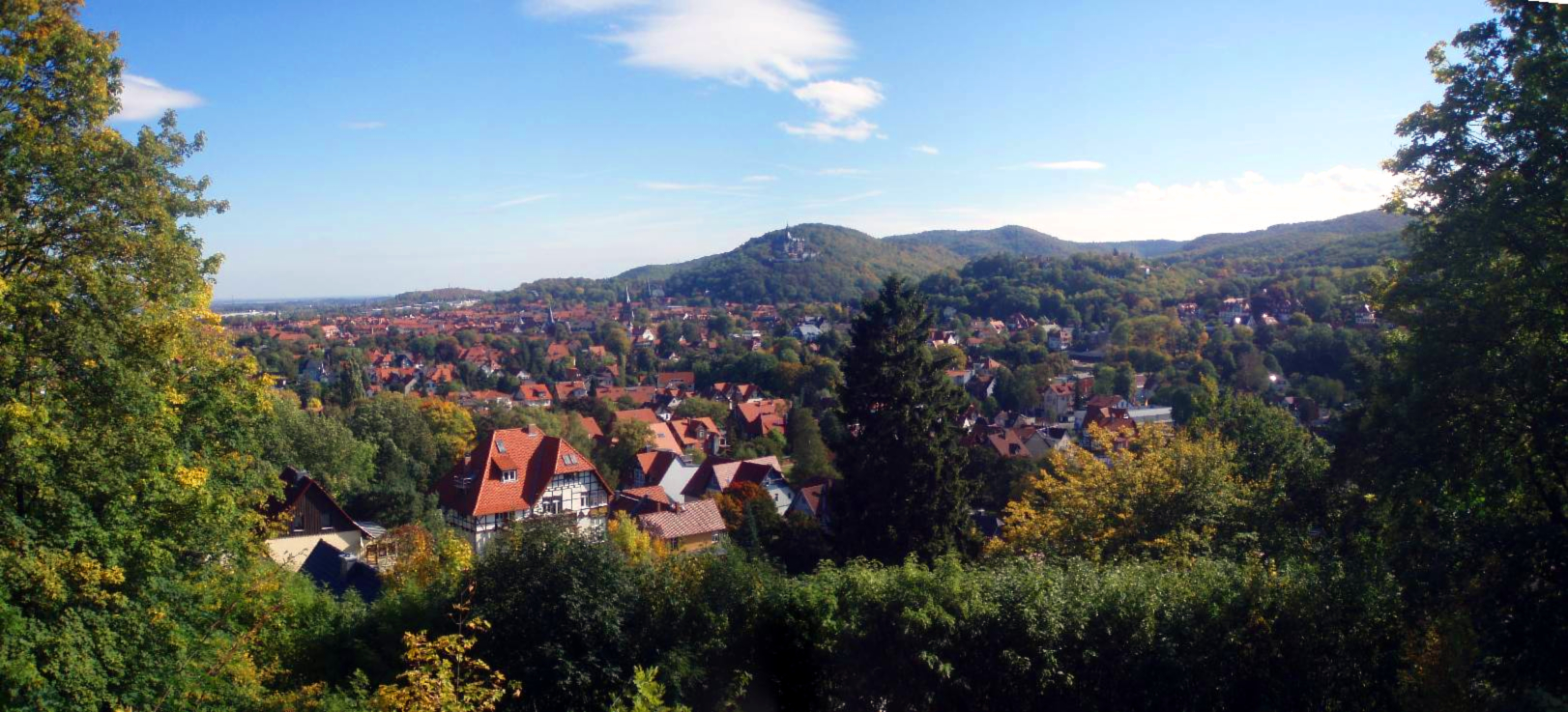
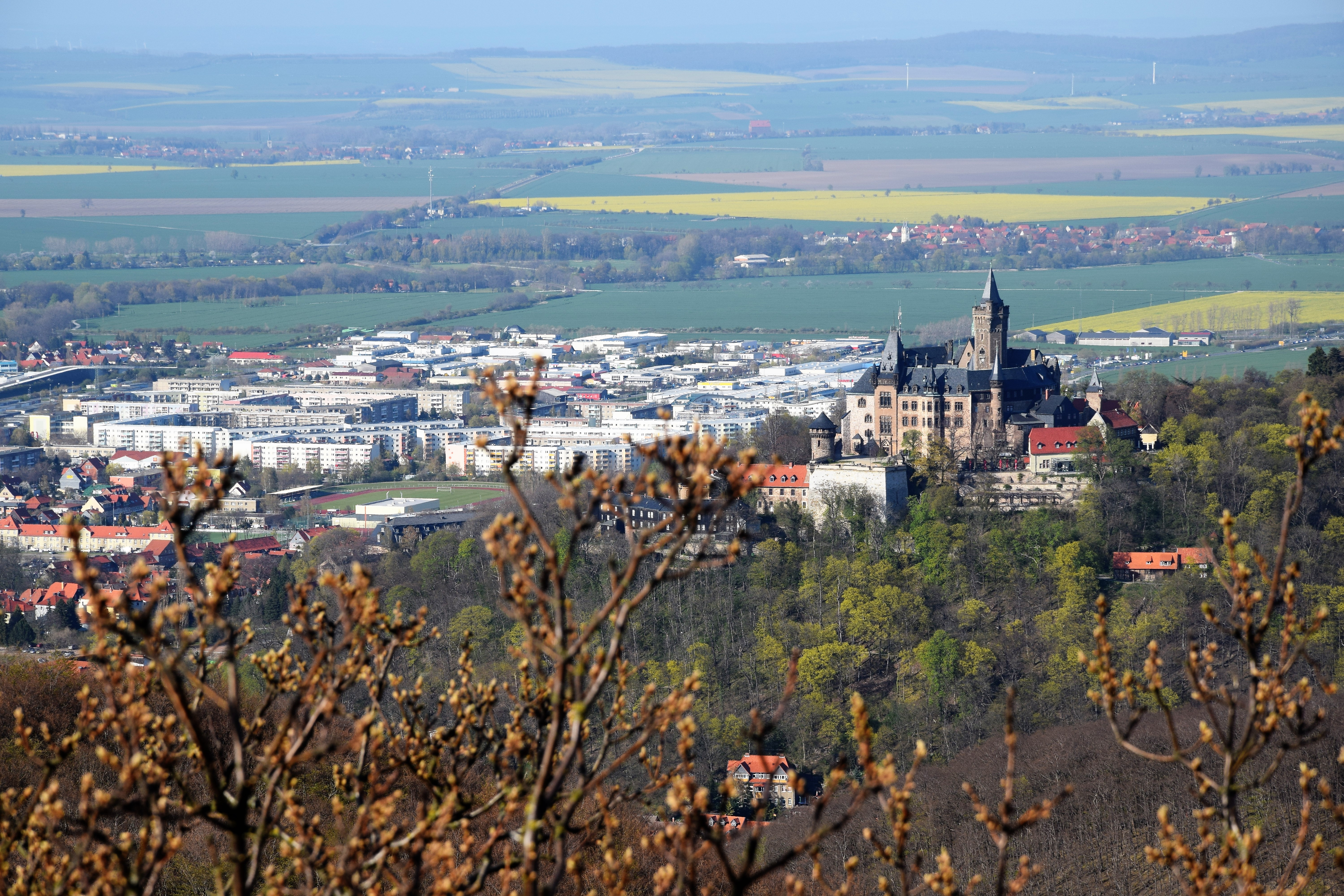
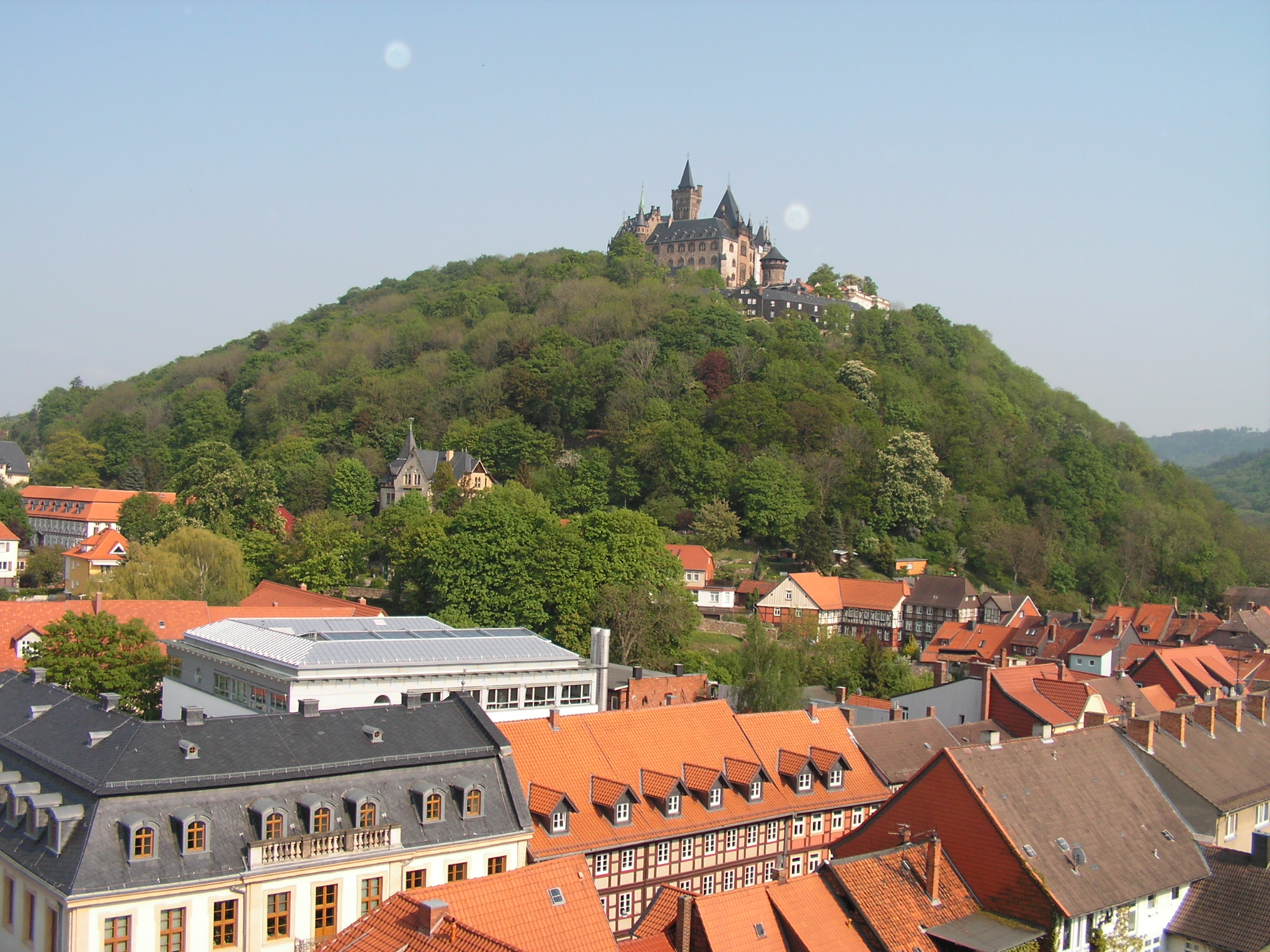
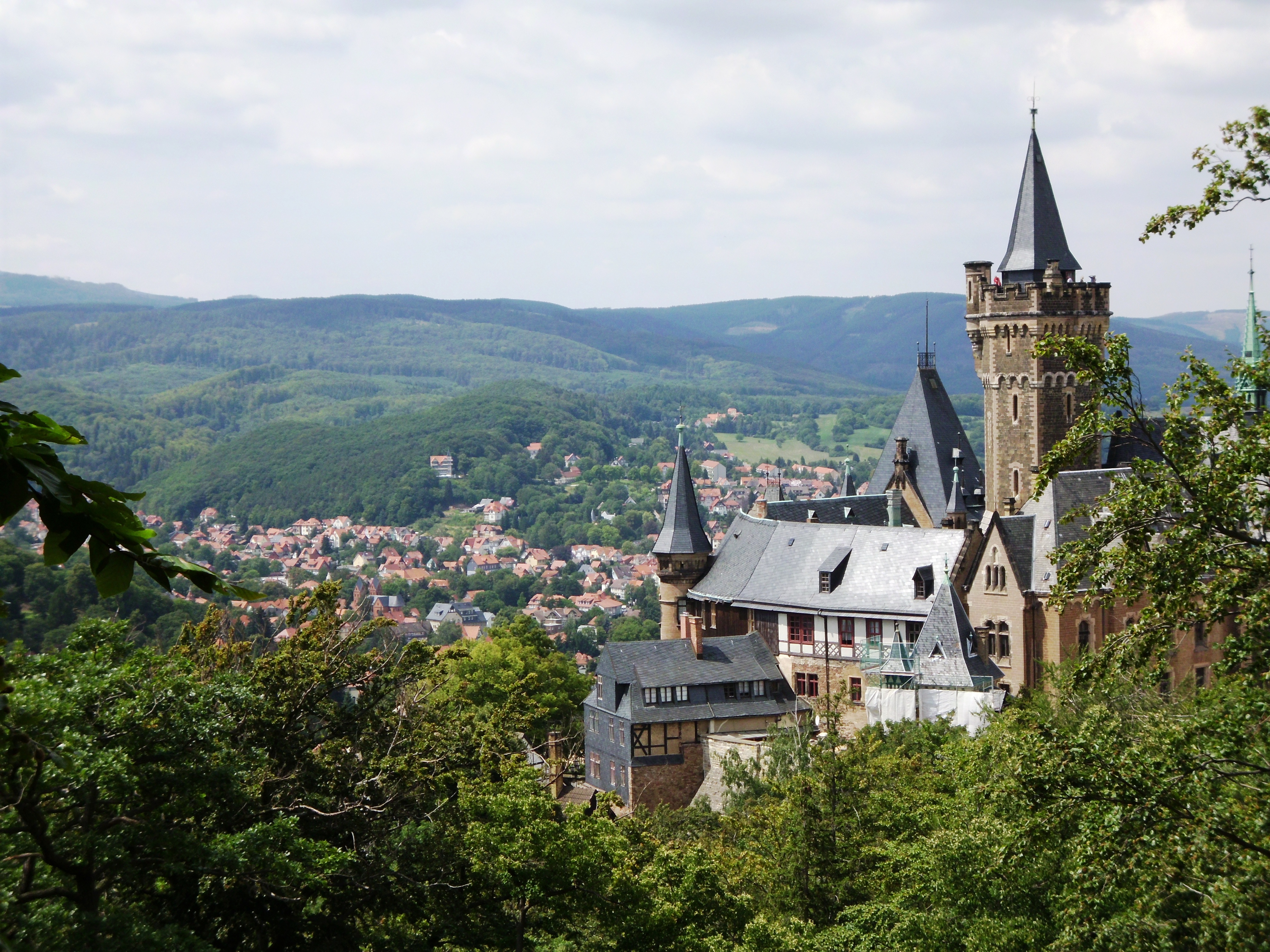
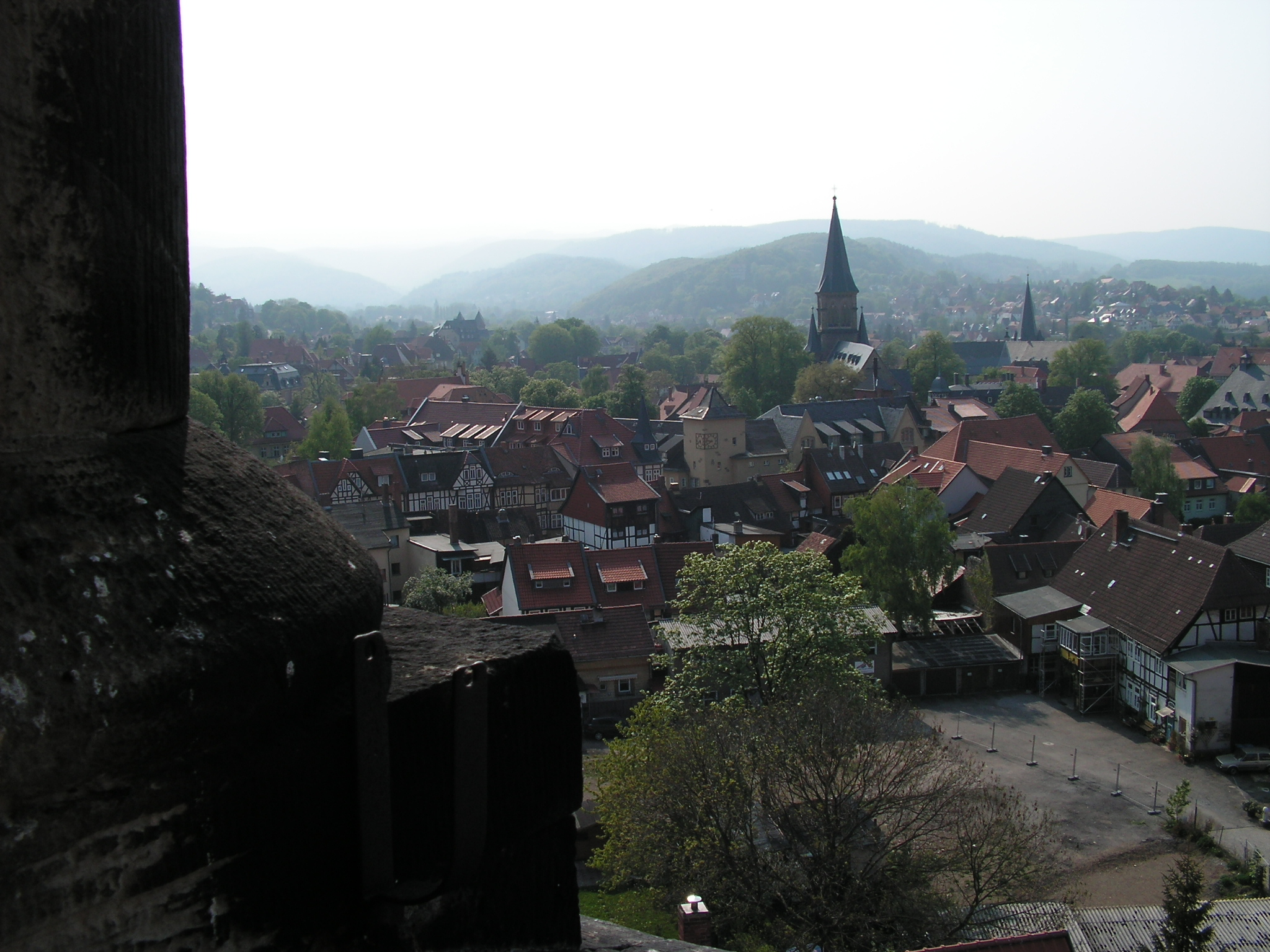
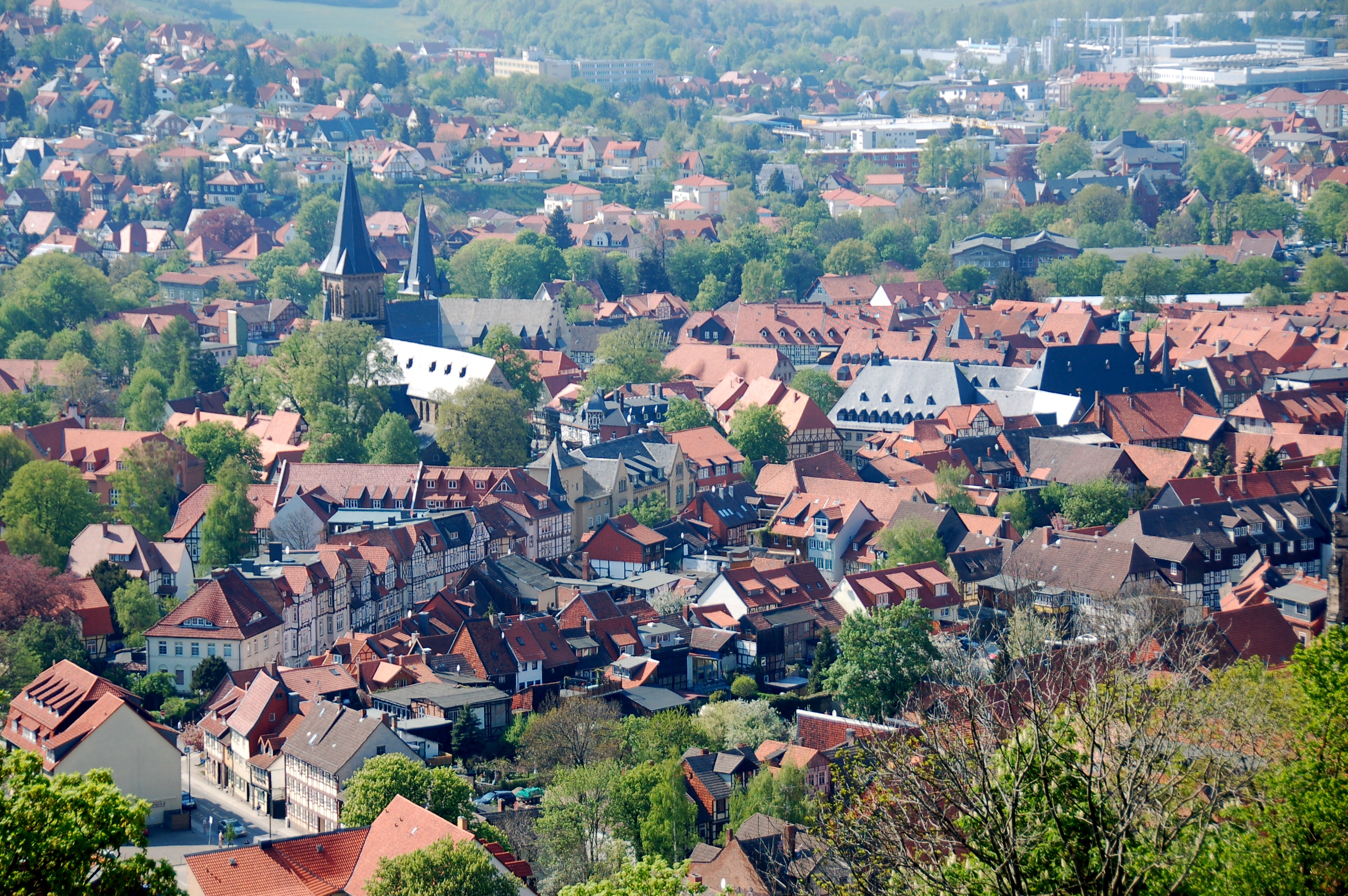
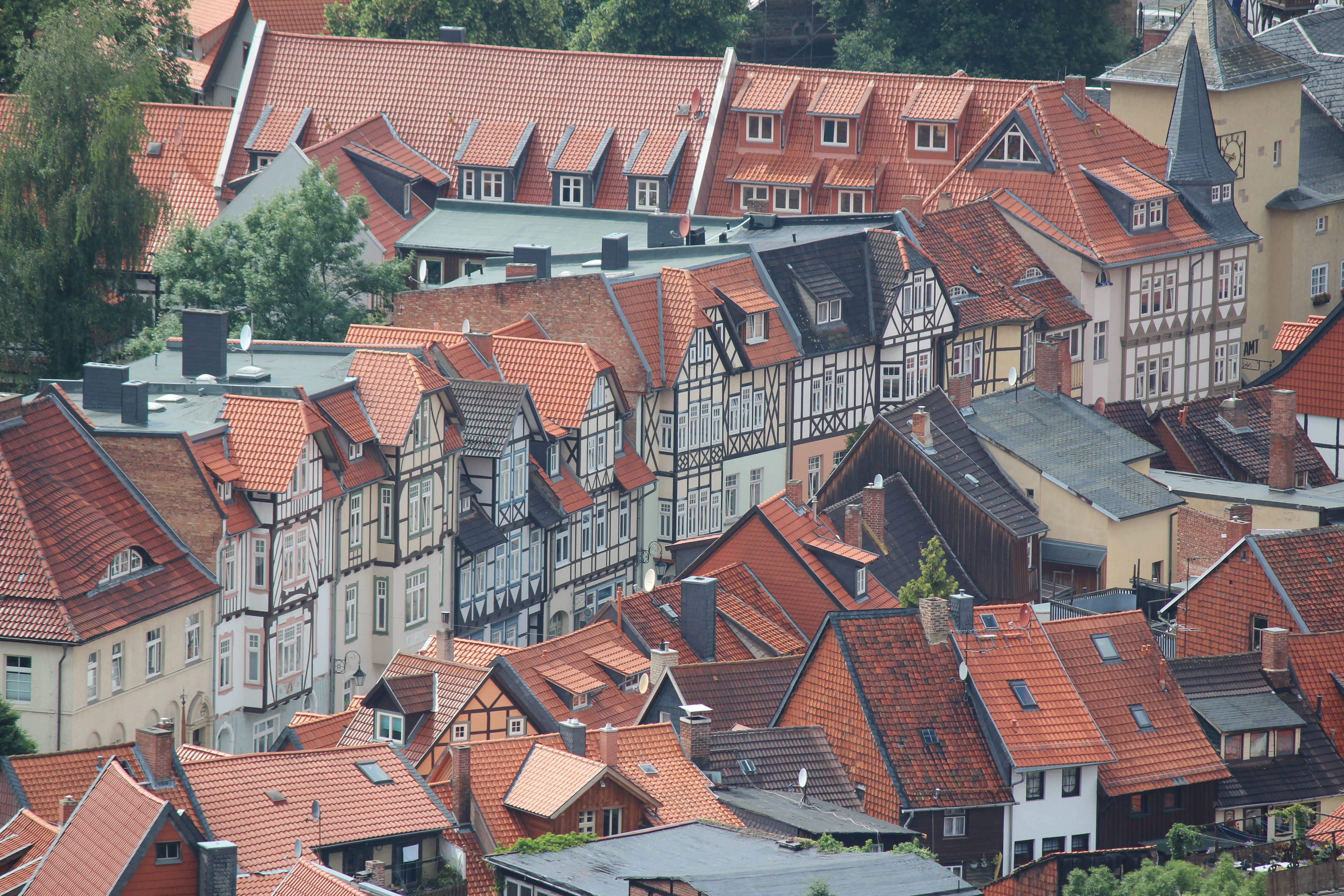
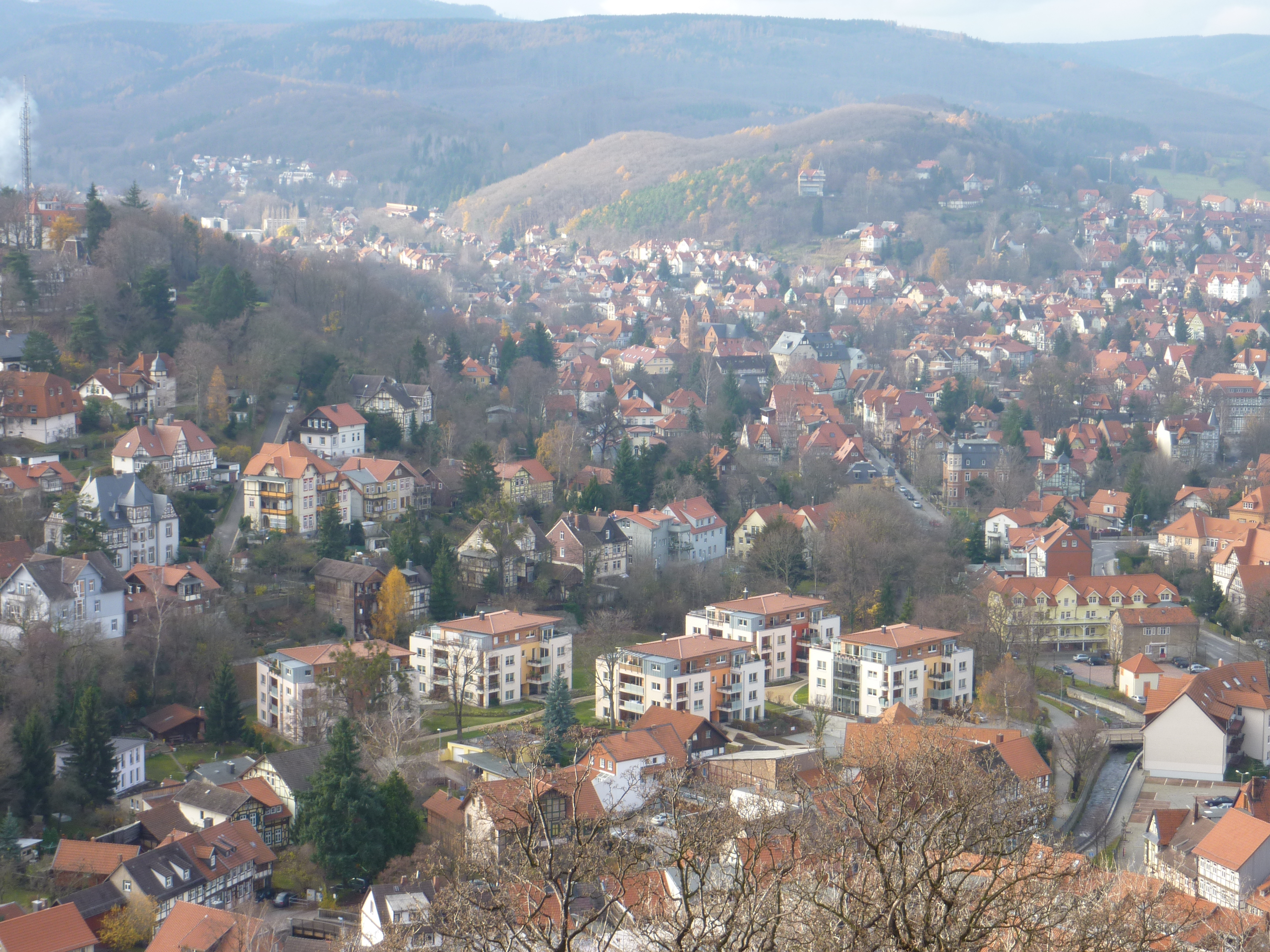
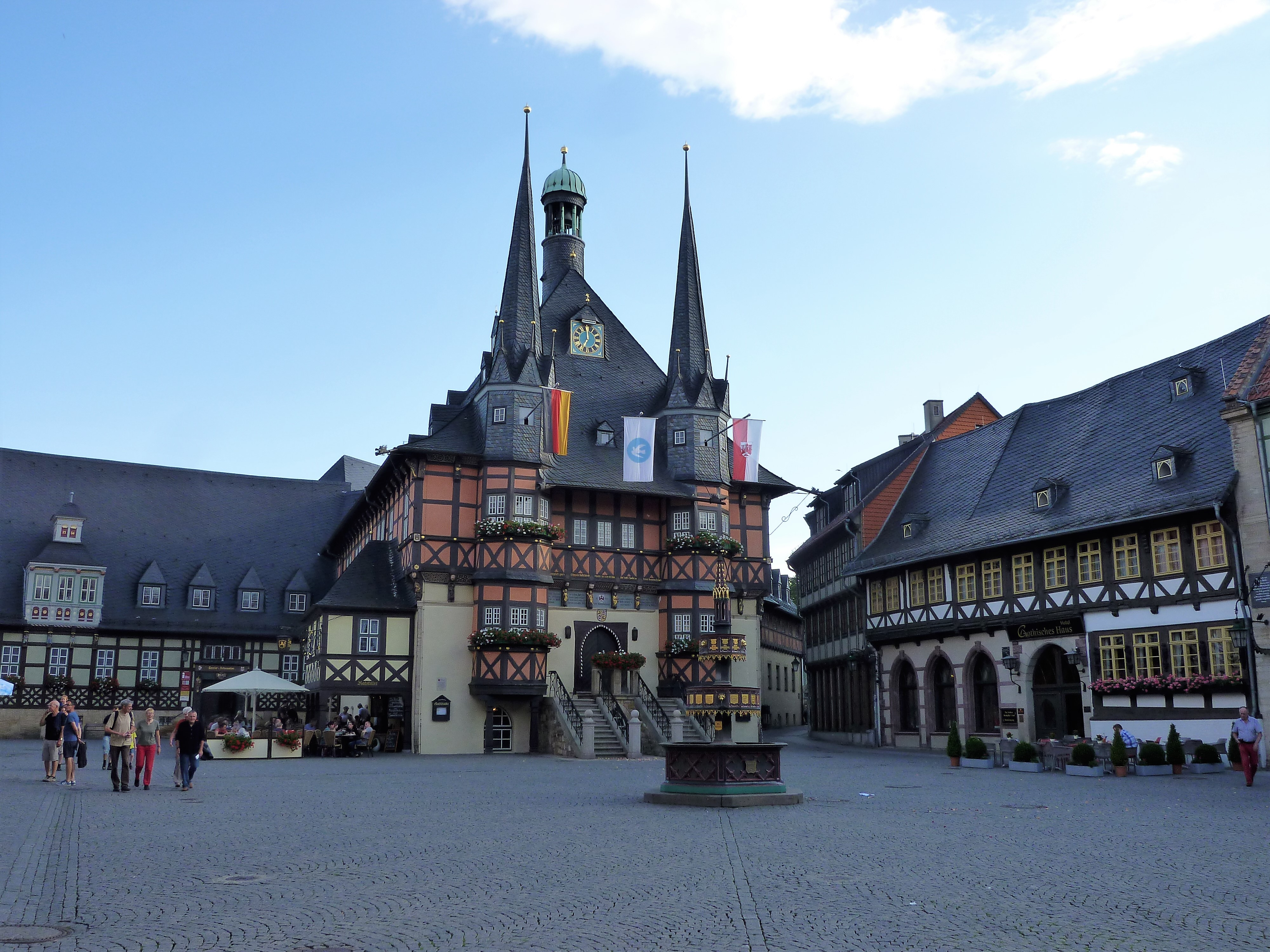
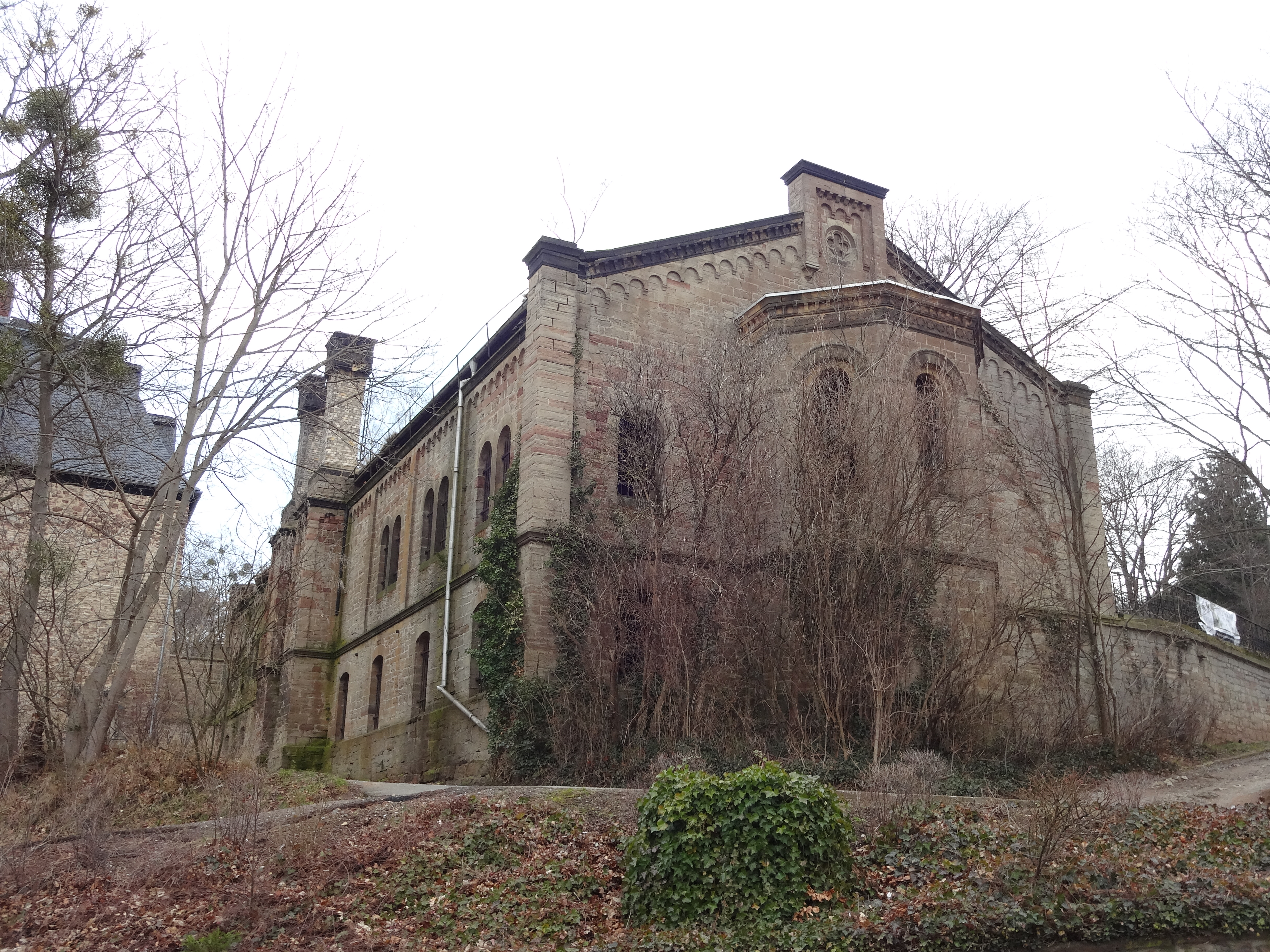
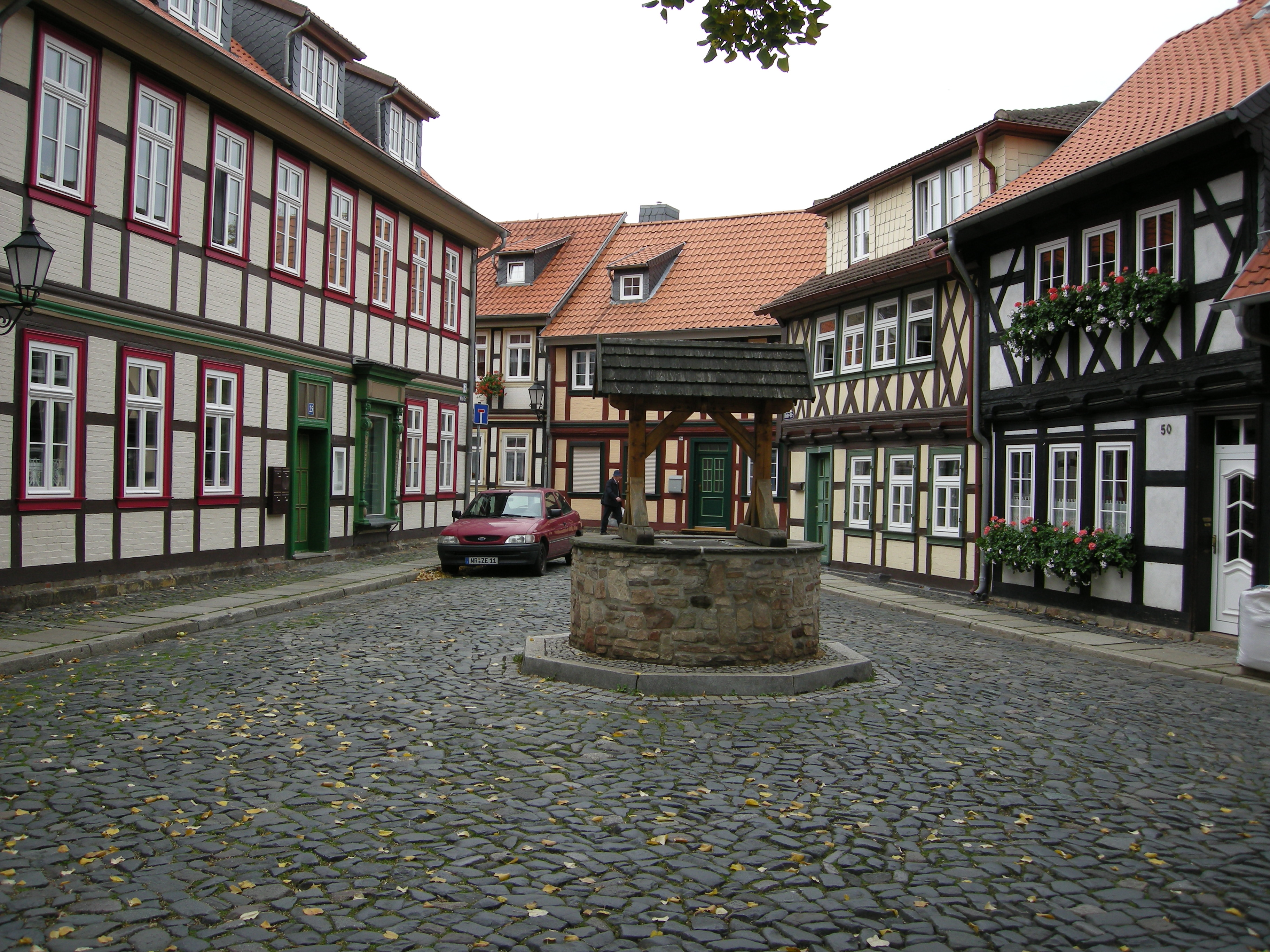
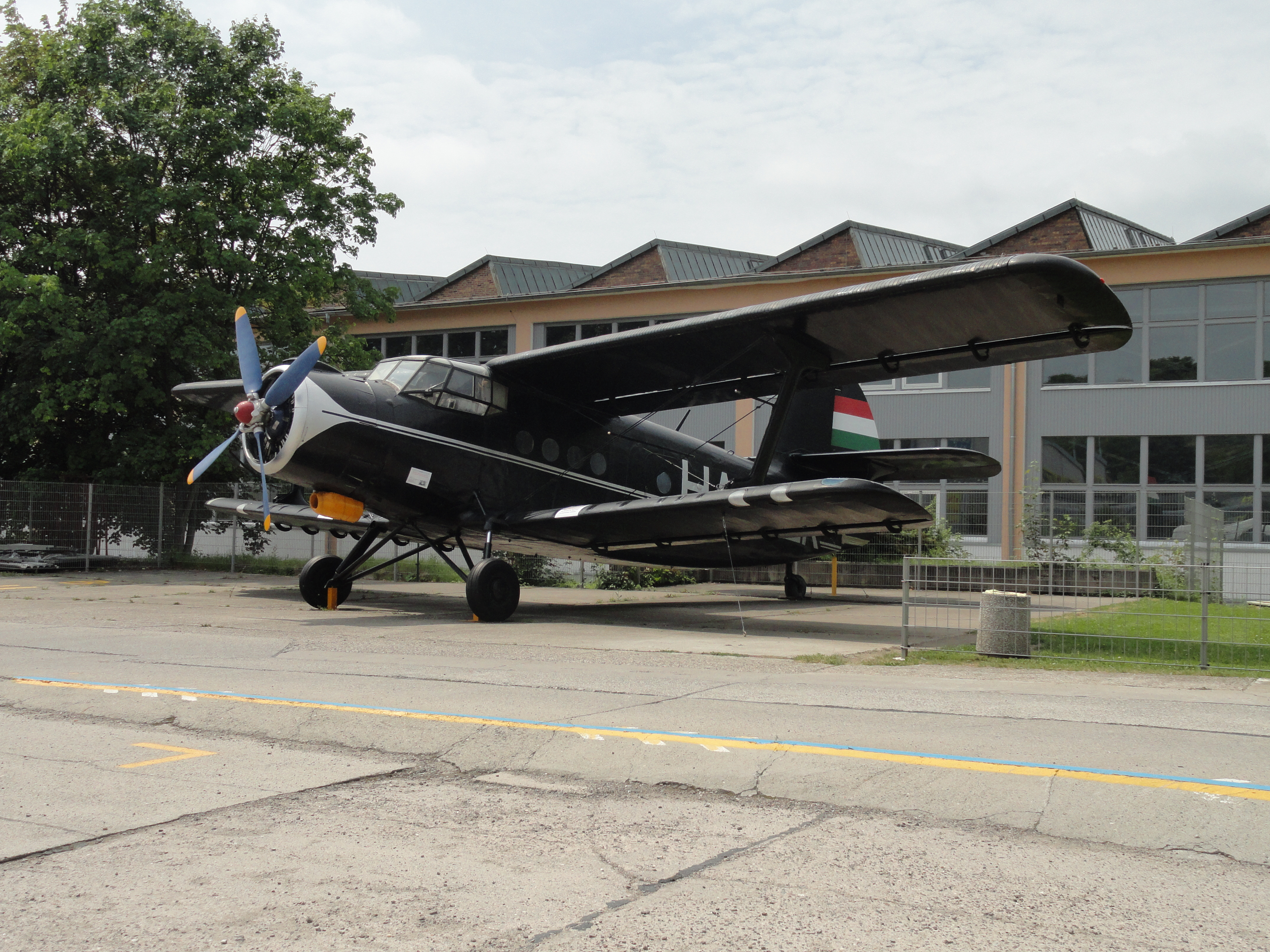
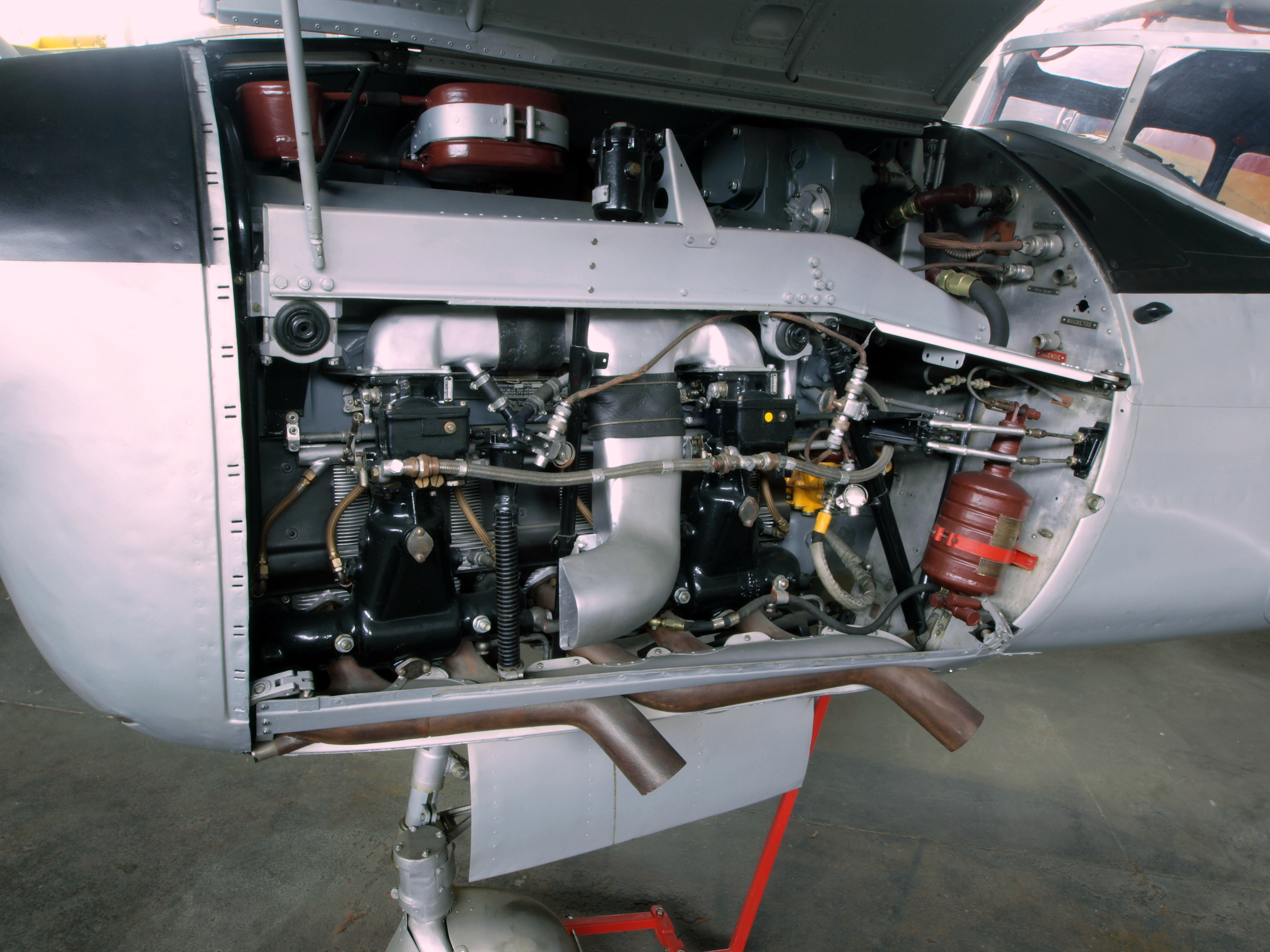
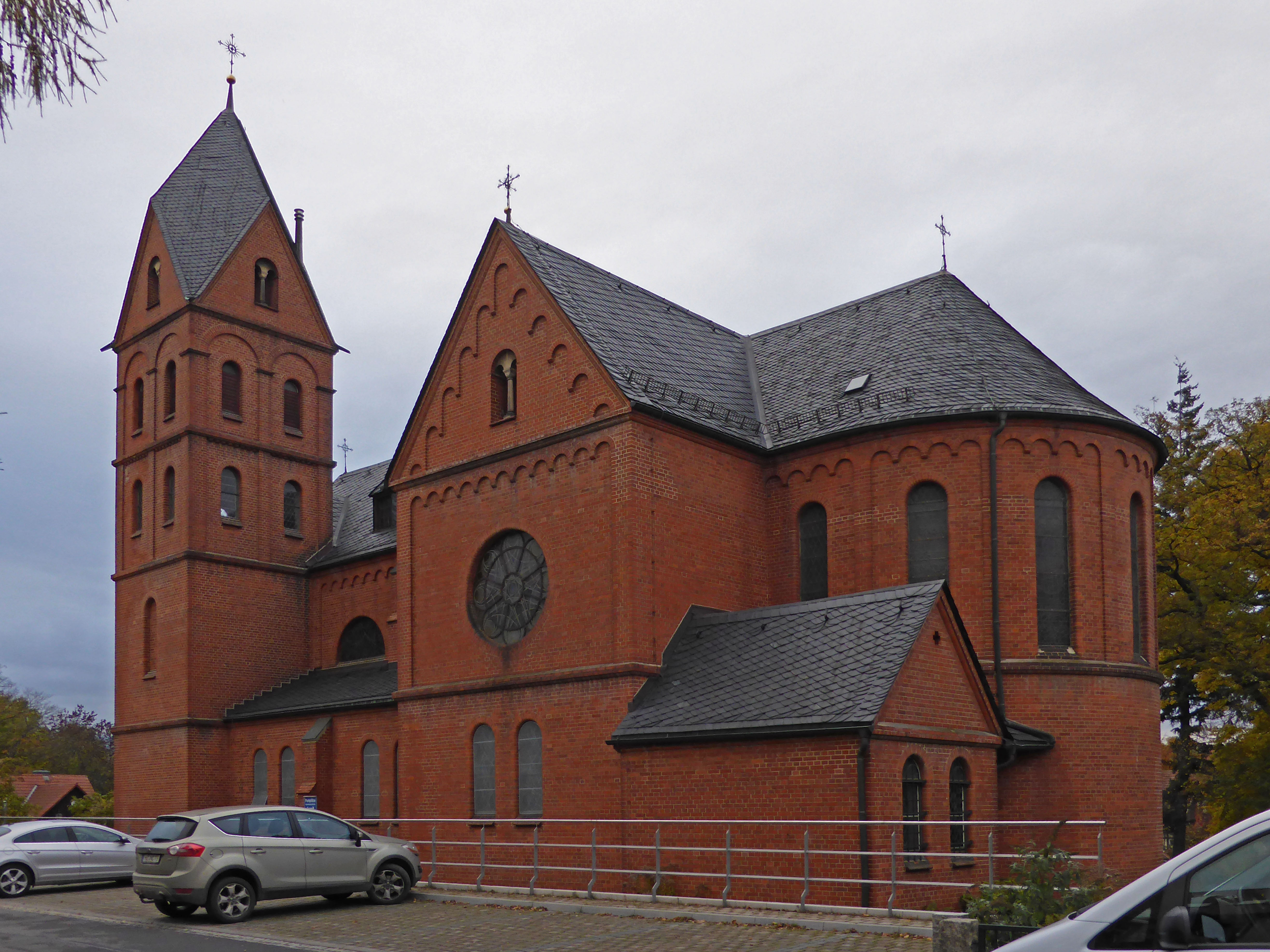
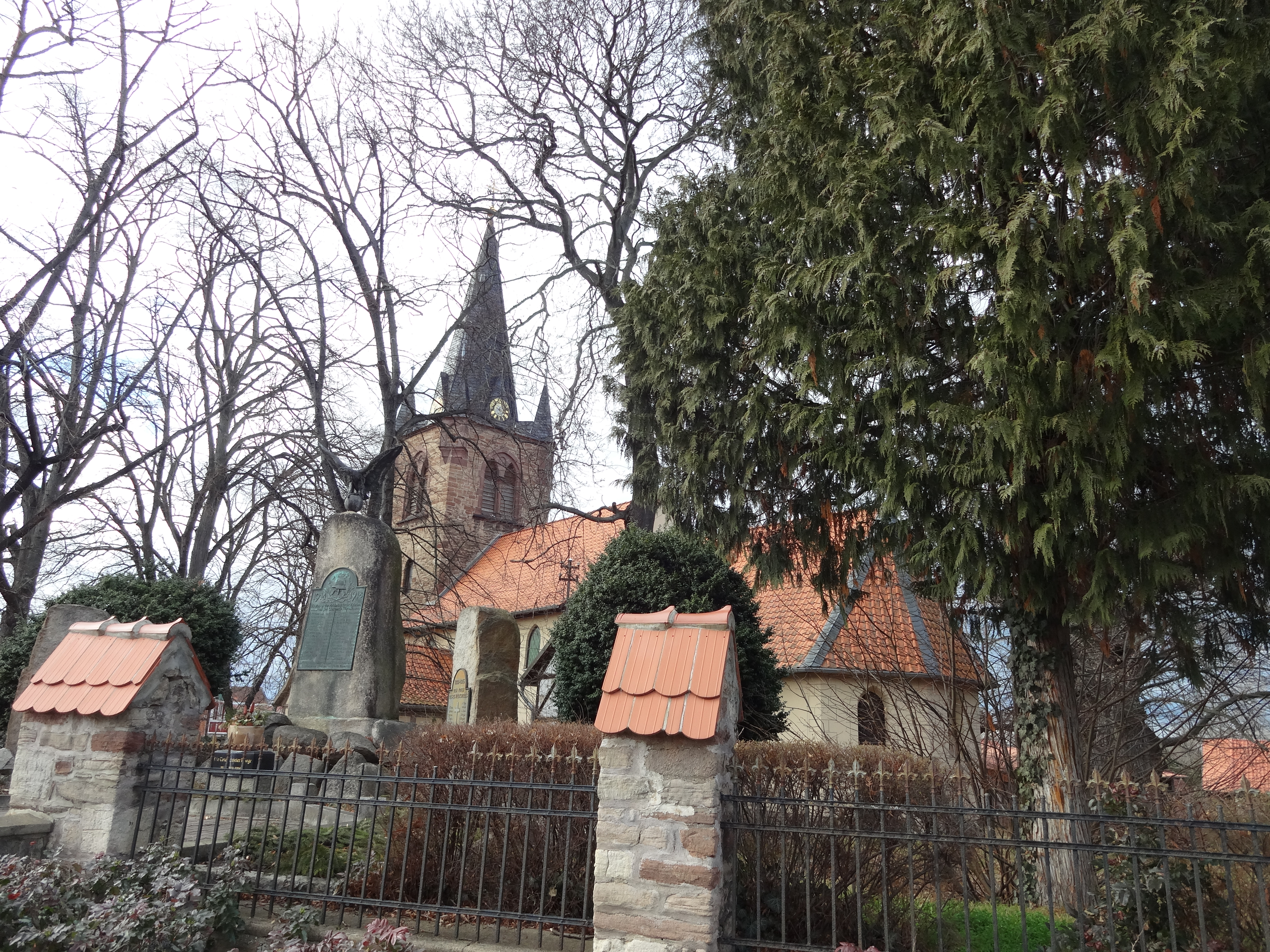
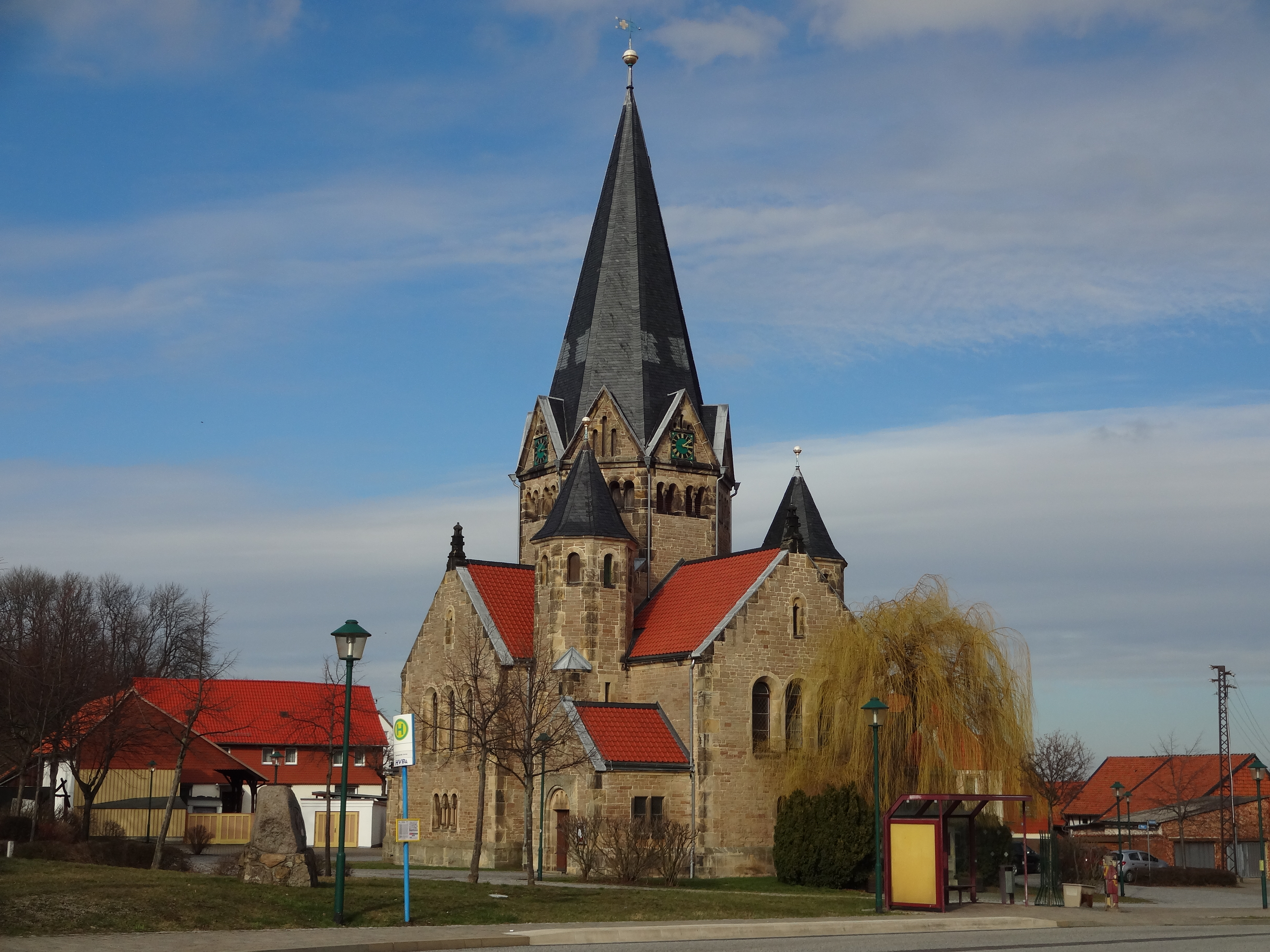

## Népesség
A település népességének változása:
| Lakosok száma | 32 911 | 32 733 | 32 027 | 32 024 | 31 943 |
|               | 2018   | 2019   | 2021   | 2022   | 2023   |